# Isola Bathurst (Australia)
Bathurst è un'isola dell'Australia appartenente all'arcipelago delle isole Tiwi e situata a nord delle coste del Territorio del Nord. L'isola, affiancata ad est dall'isola Melville, si trova tra il mar di Timor, a ovest, e il mar degli Alfuri a nord. Il principale centro abitato di Bathurst è Wurrumiyanga (conosciuto come Nguiu fino al 2010), che si trova a sud-est e conta una popolazione di circa 2 500 abitanti; un altro centro è Wurakuwu, situato a nord-ovest.
Con i suoi 2600 chilometri quadrati, è la seconda isola più grande delle Tiwi. Uno stretto canale, l'Apsley Strait, lungo 64 km, la separa da Melville.

## Storia
Le isole sono state abitate da almeno 7000 anni dal popolo Tiwi. Sono state avvistate dagli esploratori europei in varie occasioni fin dal XVII secolo e poi esplorate da Phillip Parker King nel 1818. King intitolò l'isola a
Henry Bathurst, III conte Bathurst , segretario di Stato per la guerra e le colonie dal 1812 al 1827.
Durante la seconda guerra mondiale l'isola fu oggetto del primo bombardamento giapponese contro l'Australia.
Dal 1978 l'amministrazione delle isole Tiwi è passata al Tiwi Land Council della comunità aborigena.